# ヘンリー・ポメロイ (第2代ハーバートン子爵)
第2代ハーバートン子爵ヘンリー・ポメロイ（英語: Henry Pomeroy, 2nd Viscount Harberton、1749年12月8日 – 1829年11月29日）は、アイルランド王国出身の貴族、政治家。

## 生涯
初代ハーバートン子爵アーサー・ポメロイとメアリー・コリー（Mary Colley、1723年7月11日 – 1794年4月7日、ヘンリー・コリーの娘）の長男として、1749年12月8日に生まれた。1775年、キングス・インズで弁護士資格免許を取得した。
1776年から1797年までストラバン選挙区の代表としてアイルランド庶民院議員を務め、1798年4月に父が死去するとハーバートン子爵位を継承した。
1829年11月29日に死去、弟アーサー・ジェームズが爵位を継承した。

## 家族
1788年1月20日にメアリー・グレイディ（Mary Grady、1823年1月22日没、1823年1月31日にウェストミンスター寺院に埋葬、ニコラス・グレイディの娘）と結婚、1男をもうけた。
- ヘンリー（1788年11月28日 – 1804年3月10日） - イートン・カレッジで教育を受け、ウェストミンスター寺院に埋葬された[4]